# Muten Roshi
Muten Roshi (Jap. "Hemelse Krijger Roshi"), ook bekend als de Kame Sennin (schildpadkluizenaar), is een personage uit de mangaserie Dragon Ball. Hij is een van de eerste leermeesters van het hoofdpersonage, Son Goku. Goku en Bulma ontmoeten Muten Roshi voor de eerste keer aan het begin van de reeks. Muten Roshi is de leraar van de schildpaddenschool. Hij is tevens de uitvinder van de Kamehameha-energieaanval. Ondanks zijn relatief eenvoudige positie in het verhaal, vormt hij de basis voor veel verandering. Zo ontmoette Goku zijn beste vriend Krillin voor het eerst omdat Krillin wilde trainen bij Muten Roshi. Tijdens het eerste vechtsporttoernooi dat te zien is in de serie, vecht Muten Roshi onder een andere identiteit, Jackie Chun, om de vooruitgang van Goku en Krillin te testen. Later wordt hij ook de leermeester van Yamcha, Ten Shin Han en Chaozu. Ondanks zijn status als hooggeëerde vechtmeester, komt in de serie regelmatig zijn perverse kant naar boven; dit tot grote frustratie en woede van jonge dames in zijn omgeving.